# 奈良原質
奈良原 質（ならはら ただし、永禄11年（1568年） - 寛永8年10月26日（1631年11月19日））は、戦国時代 - 江戸時代初期の薩摩藩の武士。諱は質。通称は次兵衛のち喜左衛門。本姓は嵯峨源氏渡辺氏流筒井氏支流。あるいは藤原氏とする。「奈良原喜左衛門」を称した最初の人物であるが、幕末の子孫の方が有名である。

## 生涯
祖先奈良原帯刀周は山城国加茂の住人であったが、兄の左馬亮通と不仲となり薩摩国に下向。祖父の長門守資は島津忠良普請奉行で加世田郷地頭。父は奈良原安芸守延。兄は狩野介敦でともに地頭に就任するという。質は次男故に分家する。兄の子孫は『本藩人物誌』では奈良原清左衛門という。豊臣秀吉の朝鮮出兵の時に自力で朝鮮に渡海。20日後に島津義弘の陣営に到着し、義弘にお目見えして御服、新恩地を得、島津久保の配下となる。文禄4年（1595年）に島津義弘の帰国にお供し、同年旧暦12月に本田親貞と伊集院忠棟の連判付きの知行目録を与えられる。

## 系譜
- 父：奈良原延
- 母：不詳
- 妻：不詳
  - 男子：奈良原重

## 子孫
子は帯刀重で、子孫は通称をおおむね「助左衛門」、「喜左衛門」と称し家格代々小番となる。『三州御治世要覧 巻37』の「御家格御政治向」の4番小番に「奈良原助左衛門」の名がある。『本藩人物誌』作成時の子孫は奈良原助左衛門であるとする。また奈良原喜左衛門、奈良原繁兄弟は質の子孫である。